# صاین تبریزی
مولانا خواجه صاین‌الدین یحیی ملقب به صاین تبریزی از صوفیان و شاعران سدهٔ هفتم هجری و اهل تبریز بوده است. وی خرقهٔ خود را از پدرش «خواجه عبدالعزیز» و او نیز از پدرش «موفق‌الدین محتسب» دریافت کرد و جد اعلای ایشان جنید بغدادی بوده است.
صاین تبریزی معاصر با مشایخی همچون «حسن سرخابی» و «محمد کججانی» بوده است. او در سال ۶۸۳ هجری و ۶ سال پس از مرگ محمد کججانی درگذشت و در مقبرةالوزرای چرنداب تبریز به خاک سپرده شد.